# Curah Malang
Curah Malang is een bestuurslaag in het regentschap Jombang van de provincie Oost-Java, Indonesië. Curah Malang telt 6323 inwoners (volkstelling 2010).